# Селье, Ганс
Ганс Хуго Бруно Селье (нем. Hans Hugo Bruno Selye, или Янош Шейе, венг. Selye János; 26 января 1907, Вена — 16 октября 1982, Монреаль) — канадский патолог и эндокринолог австро-венгерского происхождения.

## Биография
Ганс Селье родился в Вене в 1907 году в семье врача-венгра, имеющего собственную хирургическую клинику в городе Комарно (тогда Комаром, Австро-Венгрия), и его жены-австрийки. Он вырос в Комарно, единственный университет в Словакии с венгерским языком преподавания в этом городе сейчас назван в его честь. После развала Австро-Венгерской империи городок оказался на территории Чехословакии, и именно в этой стране Селье получил образование — на медицинском факультете Пражского университета. Затем он продолжил учёбу в Риме и Париже.
Селье стал доктором медицины и химии в Праге в 1929 году, в 1931 году он отправился в Университет Джонса Хопкинса на стипендию Фонда Рокфеллера, а затем отправился в Университет Макгилл в Монреале, где начал исследовать вопрос о стрессе в 1936 году. В 1945 году он перешёл в Монреальский университет, где у него было 40 сотрудников и 15000 лабораторных животных. В 1949 году он был номинирован на Нобелевскую премию.
Селье умер 16 октября 1982 года в Монреале, Канада.

## Профессиональная деятельность
В послевоенной Европе Селье не нашёл себе места и эмигрировал за океан, где возглавил институт экспериментальной медицины и хирургии (ныне — Международный институт стресса).
Ещё в Праге, работая в университетской клинике инфекционных болезней, Селье обратил внимание на то, что первые проявления разнообразных инфекций совершенно одинаковы; различия появляются спустя несколько дней, а начальные симптомы одни и те же.
Тогда же он стал разрабатывать свою гипотезу общего адаптационного синдрома, согласно которой болезнетворный фактор обладает пусковым действием, включающим выработанные в процессе эволюции механизмы адаптации.
Селье сформулировал концепцию стресса, как состояние организма, находящегося под угрозой нарушения гомеостаза.
Он рассматривал физиологический стресс как ответ на любые предъявленные организму требования и считал, что с какой бы трудностью ни столкнулся организм, с ней можно справиться двумя типами реакций: активной, или борьбы, и пассивной, в виде бегства от трудностей или готовности терпеть их.
Селье не считал стресс вредным, а рассматривал его как реакцию, помогающую организму выжить. Также он ввёл понятие болезней адаптации. Он назвал отрицательный стресс дистрессом и положительный стресс — эустрессом.
Селье установил важную роль нарушений баланса электролитов и стероидных гормонов в развитии некроза миокарда и предложил методы его профилактики.